# Milan Martić

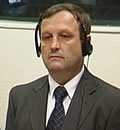
Milan Martić

Milan Martić (Servisch: Милан Мартић) (bij Knin, 18 november 1954) is een voormalig Servisch-Kroatisch politicus en paramilitair die in 2007 door het Joegoslaviëtribunaal wegens oorlogsmisdaden en dergelijke tot 35 jaar gevangenisstraf werd veroordeeld.
Oorspronkelijk was hij politiechef in Knin. In 1990 richtte hij een Servisch-Kroatische militie op. Van januari 1991 tot augustus 1995 was hij in diverse politieke functies zoals die van president, minister van Defensie en van Binnenlandse Zaken actief in de Republiek van Servisch Krajina, een bij Kroatië behorend gebied, grotendeels bevolkt door Serviërs die in 1991 na de eerder in dat jaar plaatsgevonden hebbende onafhankelijkheidsverklaring van Kroatië, zich na de nodige vijandelijkheden van dat nieuwe land hadden losgemaakt, maar die internationaal niet werd erkend en in 1995 door het Kroatische leger weer werd ingenomen. Ten tijde van dit regime werden de Kroatische en andere niet-Servische inwoners van Krajina op systematische wijze verdreven (de zogeheten etnische zuivering), waarbij men zich dikwijls te buiten ging aan allerlei wandaden zoals moord, verkrachting, roof, vernieling en marteling. Martić was hiervoor medeverantwoordelijk.
Om deze reden werd hij gezocht door het Joegoslaviëtribunaal in Den Haag, waaraan hij zich op 15 mei 2002 uit eigen beweging overgaf. Deze veroordeelde hem op 12 juni 2007 vanwege etnische zuiveringen, moord, plundering, deportaties, martelingen en een in 1995 uitgevoerde raketaanval op de Kroatische hoofdstad Zagreb (een als vergelding bedoelde aanval waarbij zeven burgers omkwamen en waarvoor hij in eerste instantie slechts werd vervolgd) tot 35 jaar celstraf. Het tribunaal achtte eveneens bewezen dat Servië het destijds door de Kroatische Serviërs gedomineerde Krajina doorlopend met militairen en militaire uitrusting had ondersteund, en dat onder meer de toenmalige Servische president Slobodan Milošević en de Servische politicus Vojislav Šešelj bij het optreden van Martić en de zijnen in Krajina betrokken zouden zijn geweest.